# Latarnia morska South Bishop
Latarnia morska South Bishop – latarnia morska na wulkanicznej wyspie South Bishop na Kanale Świętego Jerzego. Wyspa jest położona około 8 km na zachód od półwyspu St David's Head w hrabstwie Pembrokeshire, Walia. Latarnia jest wpisana na listę zabytków Royal Commission on the Ancient and Historical Monuments of Wales pod numerem 126319. Latarnia jest położona na północ od latarnia morskiej Skokholm.
Pierwsze starania Trinity House o budowę stacji latarni morskiej na skalistej wyspie pomiędzy Kanałem Bristolskim a Kanałem Świętego Jerzego na żądanie kupców z Cardigan miały miejsce w 1831 roku. Ostatecznie latarnia została zbudowana w 1839 roku według projektu Jamesa Walkera. 
Stacja została zelektryfikowana w 1959 a zautomatyzowana w 1983 roku, obecnie jest sterowana z Trinity House Operations Control Centrew Harwich.